# ハレ管弦楽団
ハレ管弦楽団（ハレかんげんがくだん、The Hallé）は、イギリスのマンチェスターに本拠を置く、イギリスで最も伝統あるオーケストラである。古い日本語資料ではハルレ管弦楽団という表記になっている場合もある。1996年以来、ブリッジウォーター・ホールを本拠地としている。

## 概要
1857年5月、マンチェスター美術展（同年10月まで開催）で演奏するためにドイツ人ピアニスト・指揮者のカール・ハレ（イギリスに帰化後はサー・チャールズ・ハレ）により設立された管弦楽団が源流。展覧会の閉幕後、常設のオーケストラ団体として正式に楽団を存続させることが決定され、彼の下で同年1月30日に第1回公演を行う。当時の本拠地はフリー・トレード・ホール。以降、ハレは1895年の死去に至るまでオーナーと常任指揮者を兼任し、オーケストラの基礎を固める。
その後、1899年から1911まではハンス・リヒターやハミルトン・ハーティ等の指揮者が音楽監督を務め、特にハーティの時代はハレ管の第一次黄金時代といわれた。ハーティの後、常任空席の低迷時代が続く事になる。そんな中、第二次世界大戦が勃発し、徴兵される楽員が続出、オーケストラは存続の危機に陥る。
1943年、ハレ管中興の祖となるジョン・バルビローリが常任指揮者に就任する。バルビローリは徴兵によってわずか33名にまで減っていた楽員の補充から始め、懸命の選考により女性楽員を中心としてアンサンブルを再建、手塩にかけて育成し、ハレ管はバルビローリのオーケストラと言っても過言ではない程の関係を築き上げた。EMIに多数の録音が残っており、特にディーリアスの作品の演奏はトマス・ビーチャムのものと並んで高い評価を得ている。1970年にバルビローリが急逝。
バルビローリの死後、ジェームズ・ロッホラン、スタニスワフ・スクロヴァチェフスキ、ケント・ナガノ、マーク・エルダー等に続き、2024年からカーチュン・ウォンが常任指揮者を務めている。
1996年にフリー・トレード・ホールからブリッジ・ウォーター・ホールに本拠地を移転している。

## 著名な初演作品
- エドワード・エルガー作曲:『交響曲第1番』(1908年)
- コンスタント・ランバート作曲:『リオ・グランデ』(1928年にラジオにて初公開、1929年に初公演)
- アンソニー・コリンズ編曲:『戦死した兵士のための哀歌』(1945年)
- ウィリアム・オルウィン作曲:『交響曲第1番』(1949年-1950年)
- ウィリアム・オルウィン作曲:『交響曲第2番』(1953年)
- レイフ・ヴォーン・ウィリアムズ作曲:『南極交響曲』 (1953年)
- ジェラルド・フィンジ:『チェロ協奏曲』 (1955年)
- アンソニー・ミルナー作曲:『オーケストラのための変奏曲』(1959年)
- トーマス・アデス作曲:『These Premises Are Alarmed』(1996年)
- グスタフ・マーラー作曲: 『嘆きの歌』(完全版) (1997年)
- グラハム・フィトキン作曲: 『North』(1998年)
- コリン・マシューズ作曲: 『冥王星』(2000年) - ホルスト作曲の組曲『惑星』への追加曲

## 歴代首席指揮者
- チャールズ・ハレ (1858-1895)
- フレデリック・コーウェン (1895-1899)
- ハンス・リヒター (1899-1911)
- ミヒャエル・バリンク (1912-1914)
- トーマス・ビーチャム (1915-1920)
- ハミルトン・ハーティ (1920-1934)
- マルコム・サージェント (1939-1942)
- ジョン・バルビローリ (1943-1970)
- ジェームズ・ロッホラン (1972-1983)
- スタニスワフ・スクロヴァチェフスキ (1983-1992)
- ケント・ナガノ (1992-1999)
- マーク・エルダー (2000-2024)
- カーチュン・ウォン（2024-）